# Alej prokletí
Alej prokletí (anglicky Damnation Alley) je vědeckofantastický román amerického spisovatele Rogera Zelaznyho vydaný nakladatelstvím G. P. Putnam's Sons v roce 1969 a vycházející ze stejnojmenné novely vydané o dva roky dříve v magazínu Galaxy.
Česky knihu vydalo nakladatelství Laser v roce 1994 (ISBN 80-85601-77-X).

## Námět
Post-apokalyptický příběh ze Spojených států amerických se odehrává cca 30 let po jaderné válce, kdy na Zemi existuje pouze několik přežívajících lidských sídel. Po vypuknutí epidemie moru v Bostonu na východním pobřeží je rozhodnuto o přepravě vakcíny z Los Angeles ležícího na západním pobřeží přes radiací zdevastované vnitrozemí přezdívané Alej prokletí. Pro nebezpečnou cestu je nejvhodnějším adeptem bývalý člen motorkářského gangu Hell Tanner.

## Postavy
- Cornelia "Corny" – motorkářka z bandy Pásků
- Červenka – mladý mechanik ze Salt Lake City
- Darver – řidič vyslaný ze Salt Lake City do L.A. jako pojistka za Johna Bradyho
- Denny – Tannerův bratr, původně měl být druhý řidič vozidla č. 3
- Denton – ministr dopravy státu Kalifornie
- doktor – doktor medicíny z oblasti východní Pensylvánie, prohlídne během cesty Grega
- seržant Donahue
- Evelyn a Fred – mladí lidé z Bostonu nakažení morem
- paní Fiskeová – sekretářka Dentona
- Franklin Harbershire – starosta Bostonu
- Geoffrey Kanis – vědec, biolog
- Greg – řidič vozidla č. 1
- Hell Tanner – hlavní postava, bývalý člen motorkářského gangu Hells Angels, pašerák a kriminálník s bohatým rejstříkem
- Henry Soames – doktor medicíny z Bostonu
- Charles Britt – obchodník
- Jerry – syn Samuela Pottera
- John Brady – posel, řidič z Bostonu, projel Alejí prokletí se žádostí o pomoc
- Karen Akersová – zdravotní sestra z Bostonu
- Marlowe – řidič vozidla č. 2
- Mike – řidič vozidla č. 1
- Monk – mechanik ze Salt Lake City
- Mrkáč – kšeftař ze Salt Lake City
- Peabody – muž z okolí starosty Bostonu
- Roderick a Caliban – synové Samuela Pottera
- Samuel Potter – nápomocný muž z východní Pensylvánie
- nadporučík Spano
- Susan – manželka Samuela Pottera
- Travis – starosta Salt Lake City

## Děj
Do Los Angeles (L.A.) dorazí John Brady, posel z Bostonu, města na opačné straně severoamerického kontinentu. Absolvuje cestu vnitrozemím, kterému se přezdívá Alej prokletí a je považováno za nemožné jím projet. Brady předá zprávu a umírá. Tou zprávou je žádost o pomoc v podobě Haffikinova antiséra proti morové epidemii, která v Bostonu vypukla.
Vedení města L.A. se rozhodne pomoci. Pro nebezpečnou cestu jsou vypravena tři obrněná a mohutně vyzbrojená vozidla, každé s dvojicí řidičů.
Za nejschopnějšího řidiče je vytipován bývalý člen motorkářského gangu Hells Angels Hell Tanner, kriminálník, který se absolvováním cesty může z trestu vykoupit. V posádce má být i jeho bratr Denny, ale Tanner zabrání, aby jel s nimi. Chce mu tím zachránit život. V jeho určeném voze tedy pojede sám.
Krátce po odjezdu ztratí kolona po útoku ještěra Gila jedno obrněné vozidlo, o život přijde i jeho řidič Mike. Druhý řidič Greg se přesune k Tannerovi. Poté při průjezdu prachovou bouří je ztracen i druhý automobil včetně posádky. Tanner s Gregem musí pokračovat sami. V Salt Lake City si na chvíli odpočinou a nechají si opravit vůz. Zároveň se dozví nějaké informace. Boston poslal celkem šest vozidel, projet se podařilo pouze Bradymu, který ač v zuboženém stavu hodlal pokračovat dál. Ze Salt Lake City vyslali pro jistotu také řidiče, ten však do L.A. nedorazil.
Tanner se zasní, jaké to bylo před apokalypsou. Moci sednout na motorku a dostat se kamkoli bez omezení. Polykat stovky mil na silnici. Projet si Ozarks, Smokies, Poconos, Catskills, Shenandoah, přeplavit Chesapeakskou zátoku, spatřit Niagarské vodopády. S Gregem projíždějí radioaktivní pláně a pustiny obývané pouze zmutovanými živočichy. Přejedou řeku Missus Hip (Mississippi) v ruinách St. Louis. Pak se oba muži dostanou do roztržky a Tanner Grega po krátké rvačce zpacifikuje a spoutá. Za Daytonem narazí při odpočinku ve staré stodole na bývalého vědce Geoffreyho Kanise. Vědci nemají dobrou pověst kvůli jadernou válkou zničené Zemi. Kanis je zmatený a pološílený, po krátké diskuzi Hella Tannera napadne, což není dobrý nápad.
Ve východní Pensylvánii obrněné vozidlo zapadne v blátě. Tannera objeví místní farmář Samuel Potter se syny Roderickem a Calibanem a nabídne mu pomoc. Zajistí vyproštění automobilu, nocleh, jídlo a doktora pro Grega, který nakonec zůstane na farmě. Tanner pokračuje v cestě do Bostonu. Za Albany rozpráší motorkářskou bandu Pásků a s sebou vezme motorkářku Corny, která mu dělá společnici. Zbývajících 90 mil do cíle hrozí střet s jiným motorkářským gangem, kterých se zde vyskytuje několik: Regenti, Králové, Ďábli, Milovníci. Nakonec narazí na partu Králů. Při souboji s nimi mnoho nepřátel pobije, ale vozidlo je poničené a navíc mu dojde munice. S Corny přesednou na motocykly a pokračují dál. V následujících střetech je Corny zabita. Tanner dorazí do Bostonu v zuboženém stavu. Antisérum ale doručí.
V Bostonu mu za jeho hrdinský čin postaví sochu v nadživotní velikosti. Přestože by zde mohl začít nový život, jednoho dne se sebere a zvedne kotvy.

## Citát
„U propasti spatřil žlutého ukřižovaného kostlivce. Visel tam a šklebil se. Lidé, usoudil, to vysvětluje všechno.“ — Roger Zelazny: Alej prokletí  

## Prostředí
Děj se odehrává na území bývalých Spojených států amerických cca 30 let po zničující jaderné válce. Letecká doprava není možná kvůli orkánům, které krouží kolem celé zeměkoule a nikdy neustávají. Tyto silné vichry sbírají tuny odpadků, rvou vrcholky hor, vzájemně se srážejí a bombardují povrch nasbíranou hmotou. Průvodním jevem jsou i četná tornáda a prašní ďáblové. Velká většina vnitrozemí je silně radioaktivní.
Fauna i flóra vlivem radiace mutuje. Po světě se pohybují velcí ještěři zvaní Gila, obrovští pavouci, hadi, netopýři atd.
Haffikinovo antisérum, vakcínu proti moru má pouze stát Kalifornie, kde před 20 lety propukla menší epidemie.

### Vozidlo
Tannerovo vozidlo (a také další dva automobily z jeho kolony) je přizbůsobeno pro účel nebezpečné cesty. Je odstíněno proti radiaci, má osm kol a žádná okna, pouze obrazovky umožňující výhled všemi směry (i kolmo vzhůru a dolů pod vůz). Výzbroj tvoří osm kanónů, čtyři granátomety a plamenomety na všech čtyřech stranách vozu i na střeše. Disponuje třiceti protipancéřovými raketami, na bocích se roztahují ostrá "křídla" z tvrzené oceli, které rozsekají vše, co vozidlo smete. Je neprůstřelné, má vlastní klimatizaci, sanitární zařízení a zásobu potravin. V držáku na dveřích řidiče je instalována puška Magnum .357, v přihrádce nad sedadlem je pistole a 6 ručních granátů.

### Trasa
Trasa, kterou absolvuje Hell Tanner, vede z Los Angeles v Kalifornii přes Nevadu do Salt Lake City v Utahu. Pokračuje přes Národní park Skalnaté hory, vyhne se ruině Denveru v Coloradu a přes Topeku (Kansas) a Kansas City směřuje podél řeky Missouri do St. Louis, kde je nutno překonat Velkou řeku Missus Hip (Mississippi). Projíždí pláněmi Illinois do Indiany. Indianapolis je zničeno a tak zamíří k jihu do Martinsville, kde překročí Bílou řeku. Následuje Dayton v Ohiu, průjezd Západní Virginií přes Parkersburg a Pensylvánií do Albany ve státě New York. Odtud pak do cílové destinace, města Boston v Massachusetts.

## Filmová adaptace
- Alej zatracení – film USA, 1977, režie Jack Smight, hrají Jan-Michael Vincent, George Peppard, Dominique Sanda, Paul Winfield, Robert Donner, Jackie Earle Haley, Kip Niven, Murray Hamilton a další[2]

## Zajímavost
Protagonista čtyř dílů videoherní série Driver má stejné příjmení jako hlavní postava románu, jmenuje se John Tanner.

## Kulturní reference
V knize jsou zmíněny některé známé osobnosti:
- francouzský letec Jean Mermoz
- francouzský spisovatel, básník, novinář a letec Antoine de Saint-Exupéry